# Scea nervosa
Scea nervosa är en fjärilsart som beskrevs av Perty 1833. Scea nervosa ingår i släktet Scea och familjen tandspinnare. Inga underarter finns listade.